# Gymnocalycium hossei
Gymnocalycium hossei — кактус из рода Гимнокалициум.

## Описание
Стебель от плоскошаровидного до вытянутого, коричнево-зелёный. Рёбер 13. Бугорки ярко выражены.
Колючек 7, до 1,5 см длиной. Они шиловидные, растопыренные и загнутые вниз, сначала коричневые, затем становятся серыми с тёмными концами.
Цветки на короткой трубке, блестящие, розовые.

## Распространение
Встречается в Аргентине.